# Hinzuanius indicus
Hinzuanius indicus – gatunek kosarza z podrzędu Laniatores i rodziny Biantidae.